# Javier López
Javier Eduardo „Chofis” López Ramírez (ur. 19 września 1994 w Torreón) – meksykański piłkarz występujący na pozycji ofensywnego pomocnika lub skrzydłowego, od 2022 roku zawodnik Pachuki.

## Kariera klubowa
López pochodzi z miasta Torreón w stanie Coahuila i jest wychowankiem akademii młodzieżowej Centro de Sinergia Futbolística (CESIFUT) z pobliskiej miejscowości Ciudad Lerdo. Jako szesnastolatek za sumę miliona dolarów został sprzedany do klubu Chivas de Guadalajara, rozpoczynając treningi w tamtejszej akademii juniorskiej. Do pierwszej drużyny został włączony w wieku osiemnastu lat przez szkoleniowca Benjamína Galindo i w Liga MX zadebiutował 24 lutego 2013 w wygranym 2:1 spotkaniu z Leónem. Przez pierwsze trzy lata sporadycznie pojawiał się jednak na ligowych boiskach i w roli głębokiego rezerwowego w wiosennym sezonie Clausura 2015 dotarł do finału krajowego pucharu – Copa MX. Pół roku później, w jesiennym sezonie Apertura 2015, triumfował natomiast w pucharze Meksyku, a bezpośrednio po tym został jednym z ważniejszych graczy Chivas.
Premierowe gole w lidze López strzelił 19 marca 2016 w wygranej 3:1 konfrontacji z Monterrey, dwukrotnie wpisując się na listę strzelców. W 2016 roku zdobył z Chivas superpuchar Meksyku – Supercopa MX.
| Sezon     | Klub                  | Kraj   | Rozgrywki | Mecze | Bramki |
| --------- | --------------------- | ------ | --------- | ----- | ------ |
| 2012/2013 | Chivas de Guadalajara | Meksyk | Liga MX   | 3     | 0      |
| 2013/2014 | Chivas de Guadalajara | Meksyk | Liga MX   | 6     | 0      |
| 2014/2015 | Chivas de Guadalajara | Meksyk | Liga MX   | 0     | 0      |
| 2015/2016 | Chivas de Guadalajara | Meksyk | Liga MX   | 15    | 3      |
| 2016/2017 | Chivas de Guadalajara | Meksyk | Liga MX   |       |        |